# Urnerloch

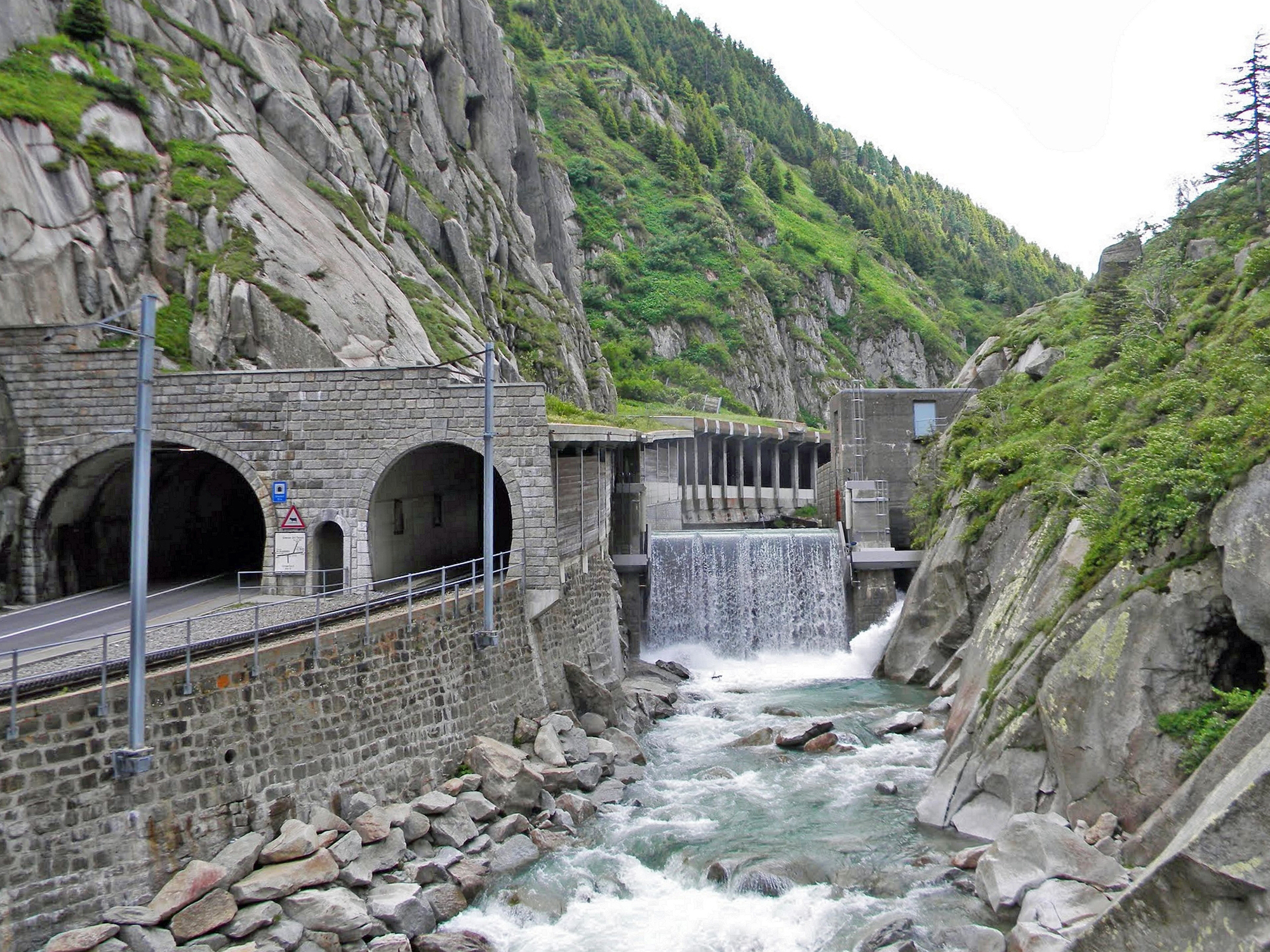
Nordportal des Tunnels (links), daneben die Galerie der Eisenbahn und Gewässerverbauungen in der Schöllenenschlucht (2013)

Das Urnerloch bei Andermatt im Kanton Uri ist der erste Schweizer Verkehrstunnel und einer der ältesten Tunnel an einem Verkehrsweg durch die Alpen. Er verbindet das südliche, bergseitige Ende der Schöllenenschlucht mit dem Urserental und ist Teil der Strecke über den Gotthardpass. 
Der Tunnel wurde über die Jahrhunderte laufend erweitert. Heute führt die Hauptstrasse 2 hindurch. Er liegt auf einer Höhe von rund 1430 m ü. M. Heute ist er rund 70 Meter lang – südlich vorgelagert ist aber eine über 300 Meter lange Schutzgalerie.

## Geschichte

Schöllenenschlucht mit Urner Loch auf einem Stich von Salomon Gessner aus dem Jahr 1781

Das Urnerloch wurde in den Jahren 1707 und 1708 von Pietro Morettini gebaut und ersetzte die Twärrenbrücke, einen an der Wand des Chilchbergfelsens in der Schöllenenschlucht hängenden Holzsteg entlang der Reuss. Dieser «stiebende Steg» entlang der Felswand wurde immer wieder von den Fluten der Reuss zerstört.
Der Tunnel war 64 Meter lang, unbeleuchtet und „gerade hoch genug, dass die Saumtiere ohne Reiter einen Durchgang fanden“. Der Bau des Tunnels mit Schwarzpulver hatte nur elf Monate gedauert, war aber bedeutend teurer als geplant.
Ein erster Ausbau erfolgte mit dem Bau der Strasse über den Gotthard, die 1830 eröffnet wurde. Mit dem Bau der Autostrasse von 1954 wurde der Tunnel nochmals erweitert. Später wurde auf der Südseite an den Tunnel anschliessend eine über 300 Meter lange Schutzgalerie errichtet. Im Jahr 2014 wurde der Tunnel erneut instand gesetzt und ausgebaut.
Das Gleis der 1917 eröffneten Schöllenenbahn wurde in der Schlucht parallel zum Tunnel entlang der Felswand verlegt und später durch eine Galerie geschützt, über die ein Wanderweg führt.

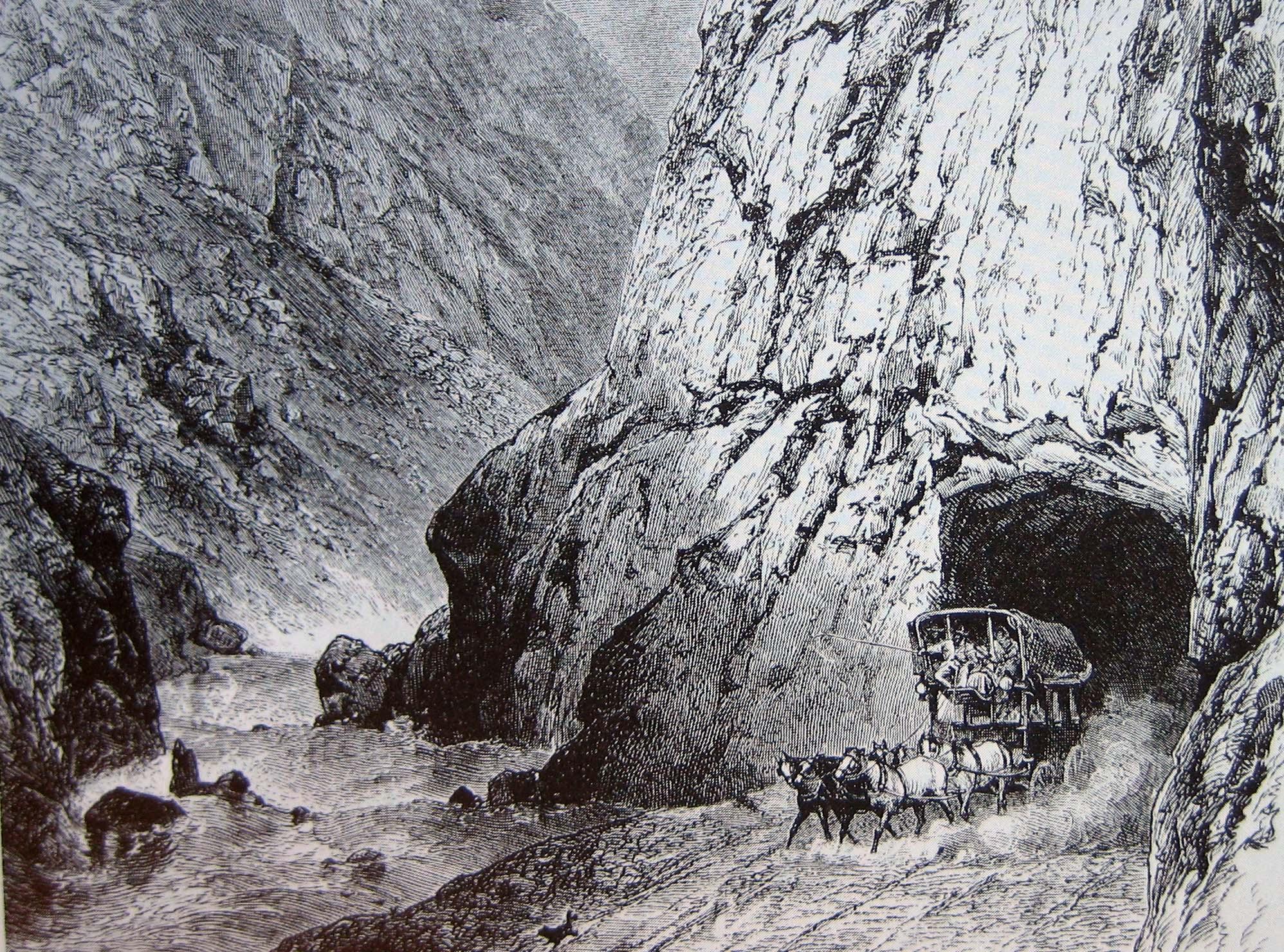
Postkutsche vor dem Urnerloch
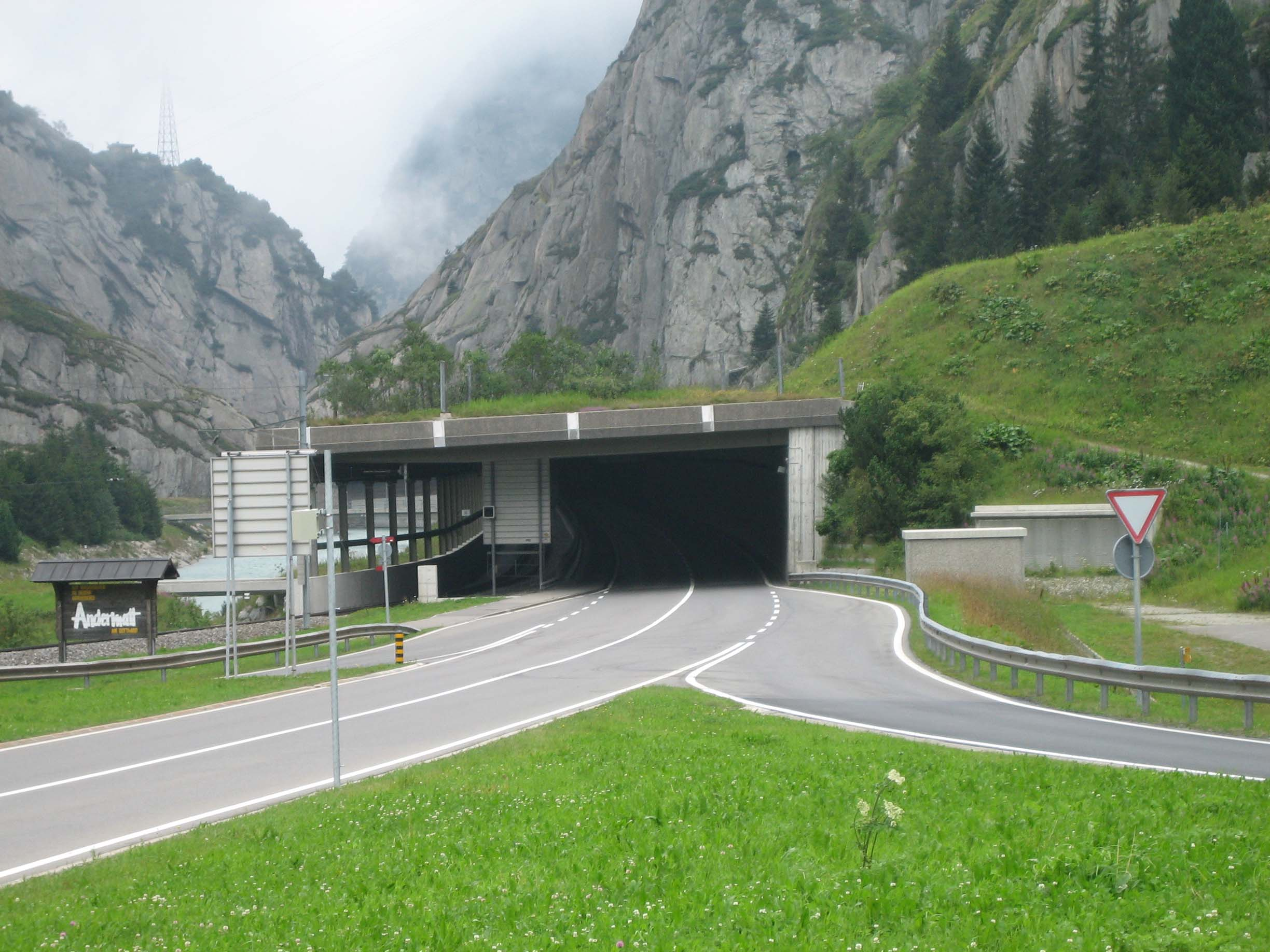
Gleiche Stelle 2007
Eine Schlittenkolonne einer Train-Kompanie im vereisten Urnerloch (1914–1918)
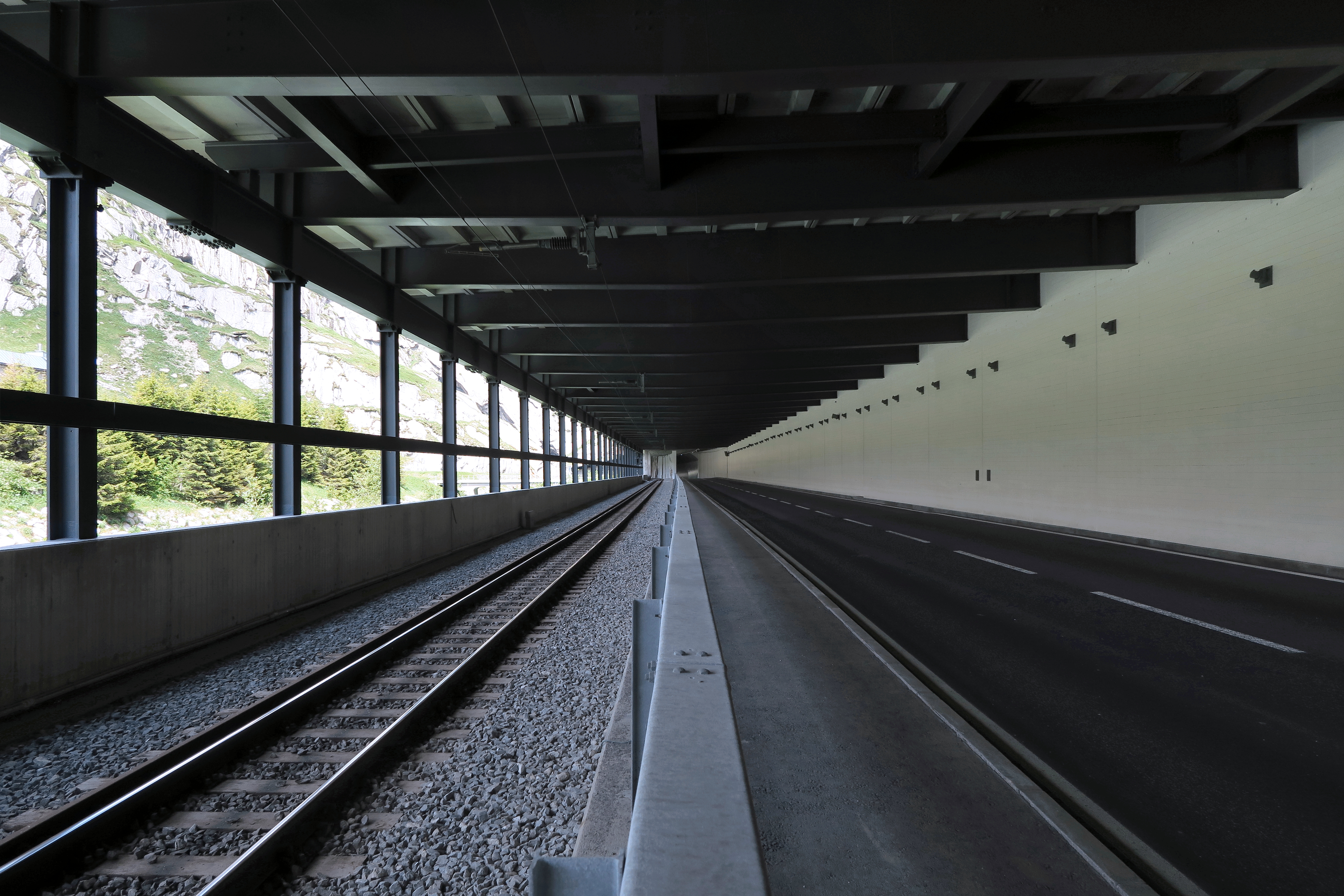
Schutzgalerie vor dem Urnerloch-Südportal für Bahn und Strasse (2015)